# Charras (Charente)
Charras (okzitanisch Charreç) ist ein Ort und eine Gemeinde mit 346 Einwohnern (Stand 1. Januar 2022) im westfranzösischen Département Charente in der Region Nouvelle-Aquitaine.

## Lage
Der Ort Charras liegt nahe der Grenze zum Département Dordogne in der alten Kulturlandschaft des Angoumois in einer Höhe von etwa 195 m ü. d. M. und ist etwa 22 km (Fahrtstrecke) in südöstlicher Richtung von der Stadt Angoulême entfernt.

## Bevölkerungsentwicklung
| Jahr      | 1800 | 1851 | 1901 | 1954 | 1999 | 2013 |
| Einwohner | 685  | 843  | 594  | 390  | 298  | 388  |

Der Bevölkerungsrückgang im ausgehenden 19. und in der ersten Hälfte des 20. Jahrhunderts ist in der Hauptsache auf den Verlust an Arbeitsplätzen infolge der Reblauskrise und der zunehmenden Mechanisierung der Landwirtschaft zurückzuführen. Der leichte Bevölkerungszuwachs zu Beginn des 21. Jahrhunderts hängt dagegen im Wesentlichen mit der Nähe zur Stadt Angoulême und den auf dem Lande deutlich niedrigeren Immobilienpreisen zusammen.

## Wirtschaft
Die Bewohner des Ortes lebten jahrhundertelang als Selbstversorger von den Erträgen ihrer Felder und Gärten; auch Wein wurde angebaut, der – nach der Reblauskrise im ausgehenden 19. und beginnenden 20. Jahrhundert – jedoch nicht wieder seine alte Bedeutung erreichte. Im 18. und 19. Jahrhundert entstanden in der waldreichen Umgebung mehrere Eisenhütten. Eine nicht unbedeutende Rolle für das Wirtschaftsleben der Gemeinde spielt auch der Tourismus in Form der Vermietung von Ferienwohnungen (gîtes).

## Geschichte
Ende des 10. Jahrhunderts entstand in der Waldeinsamkeit die Benediktinerabtei Grosbois, die sich um die Mitte des 12. Jahrhunderts dem Zisterzienserorden anschloss. Die Pfarrkirche des Ortes war jedoch der Abtei Saint-Cybard in Angoulême und später als Prioratskirche der Abtei Saint-Sauveur in Figeac unterstellt. Im 15. und 16. Jahrhundert und auch in der Zeit der Hugenottenkriege (1562–1598) übernahm die örtliche Grundherrnfamilie das Regiment, welches sie bis zur Französischen Revolution ausübte. Im Jahr 1519 gewährte der französische König Franz I. dem eher abgelegenen Ort das Privileg zur Veranstaltung von vier Messen pro Jahr.

## Sehenswürdigkeiten

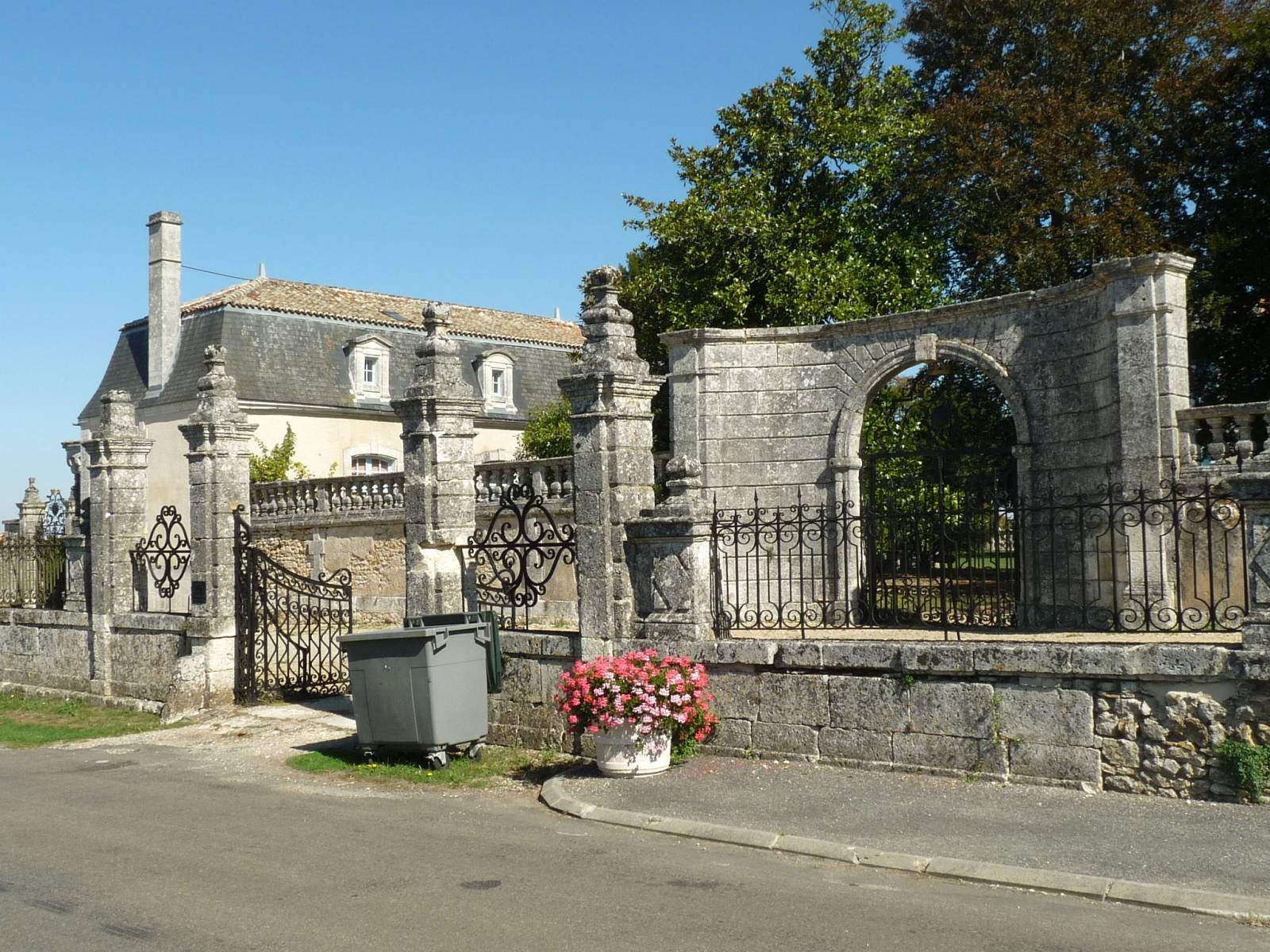
Château de Charras

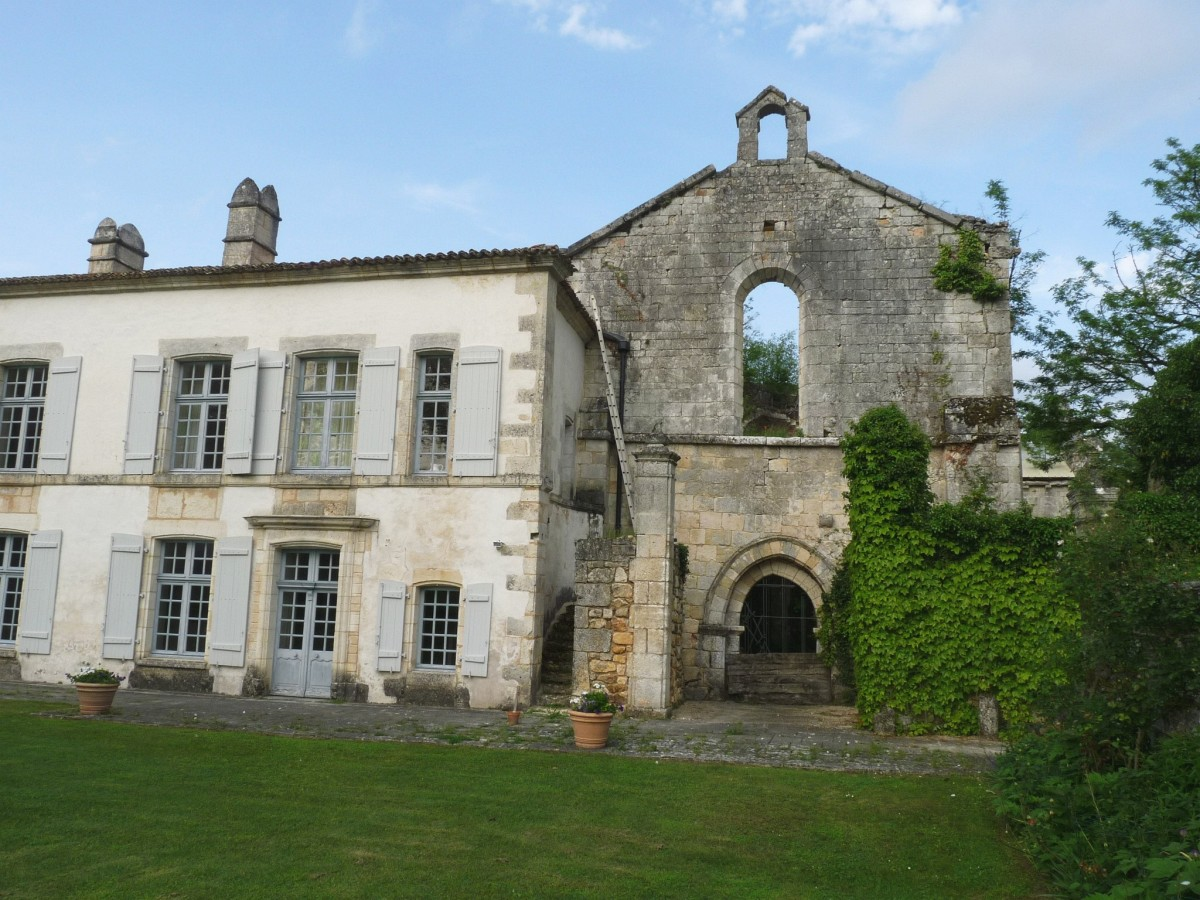
Abbaye de Grosbot

- Die Pfarrkirche und ehemalige Prioratskirche Saint-Vivien ist ein Bau aus dem 12. Jahrhundert, der in der Zeit des Hundertjährigen Krieges (1337–1453) durch – auf Konsolen ruhende – umlaufende Wehrerker (mâchicoulis) seine heutige Gestalt erhielt. Dabei wurde auch das rudimentäre Triumphbogenschema der Fassade überarbeitet. Nur der gedrungene Vierungsturm blieb original erhalten. Das von kleinen Fenstern belichtete Kirchenschiff ist mit einer von Gurtbögen unterzogenen Spitztonne gewölbt; die Vierung zeigt dagegen ein Rippengewölbe. Der Kirchenbau ist bereits seit dem Jahr 1907 als Monument historique anerkannt.[2]
- Das im 17. und 18. Jahrhundert erbaute Château de Carras steht im Ort. Das in Privatbesitz befindliche und in Teilen als Familienhotel genutzte Gebäude wurde mitsamt den Gärten im Jahr 1992 als Monument historique eingestuft.[3]

außerhalb
- Die ehemalige Zisterzienserabtei Grosbois (oder Grosbot) ist immer noch umgeben von dichtem Wald (gros bois) und befindet sich circa zwei Kilometer nordwestlich von Charras (45° 33′ 8″ N, 0° 23′ 51″ O). Die von einem einfachen Glockengiebel (clocher mur) bekrönte mittelalterliche Kirche ist größtenteils eingestürzt; der Kreuzgang (cloître) ist gänzlich verschwunden. Die im 17. und 18. Jahrhundert erneuerten Klausurgebäude stehen heute in Privatbesitz. Die Anlage ist seit dem Jahr 1992 als Monument historique anerkannt.[4]